# Big Smoke Burger
Big Smoke Burger je mezinárodní řetězec restaurací založený v Kanadě.

## Historie
Big Smoke Burger byl založen Mustafem Yusufem v listopadu roku 2007, originálně pod jménem Craft Burger. Yusuf musel podnik v roce 2011 přejmenovat na Big Smoke Burger, protože se mu nepodařilo získat ochrannou známku pro původní název. Nově zvolený název "Big Smoke" má odkazovat na známou přezdívku pro město Toronto, kde má společnost své sídlo. 
Roku 2013 se řetězec rozšířil na Blízký východ a do Spojených států amerických. V říjnu 2017 bylo celosvětově provozováno 19 restaurací.
V červnu 2013 se otevřela první restaurace v USA ve městě Glendale, Colorado. A druhá byla založena v létě roku 2014 v New Yorku. Prodej burgrů se ale nikdy neuchytil a obě restaurace se nenápadně zavřely. Společnost opustila Spojené státy a už se nevrátila.

### MTY
V září 2015 zaplatila MTY Food Group 543 milionů dolarů za získání 60 % Big Smoke Burger. Zakladatel a prezident Big Smoke Mustafa Yusuf si ponechal zbývajících 40 % společnosti. 
V době akvizice měl Big Smoke Burger celkem 17 míst. Ze 17 poboček se 9 nacházelo v Kanadě, z nichž 4 byly ve vlastnictví společnosti. Zbývajících 8 míst bylo ve Spojených státech a na Středním východě. 